# Wu Bin (esgrimidor)
Wu Bin (en chino: 吴斌; 28 de mayo de 1998) es un deportista chino que compite en esgrima, especialista en la modalidad de florete. Ganó una medalla de plata en el Campeonato Mundial de Esgrima de 2023, en la prueba por equipos.

## Palmarés internacional
| Campeonato Mundial | Campeonato Mundial | Campeonato Mundial | Campeonato Mundial  |
| Año                | Lugar              | Medalla            | Prueba              |
| ------------------ | ------------------ | ------------------ | ------------------- |
| 2023               | Milán (Italia)     | Medalla de plata   | Florete por equipos |